# Ville-devant-Belrain
Ville-devant-Belrain – miejscowość i gmina we Francji, w regionie Grand Est, w departamencie Moza.
Według danych na rok 1990 gminę zamieszkiwało 19 osób, a gęstość zaludnienia wynosiła 3 osób/km² (wśród 2335 gmin Lotaryngii Ville-devant-Belrain plasuje się na 1025. miejscu pod względem liczby ludności, natomiast pod względem powierzchni na miejscu 892.).